# 장 실뱅 바이

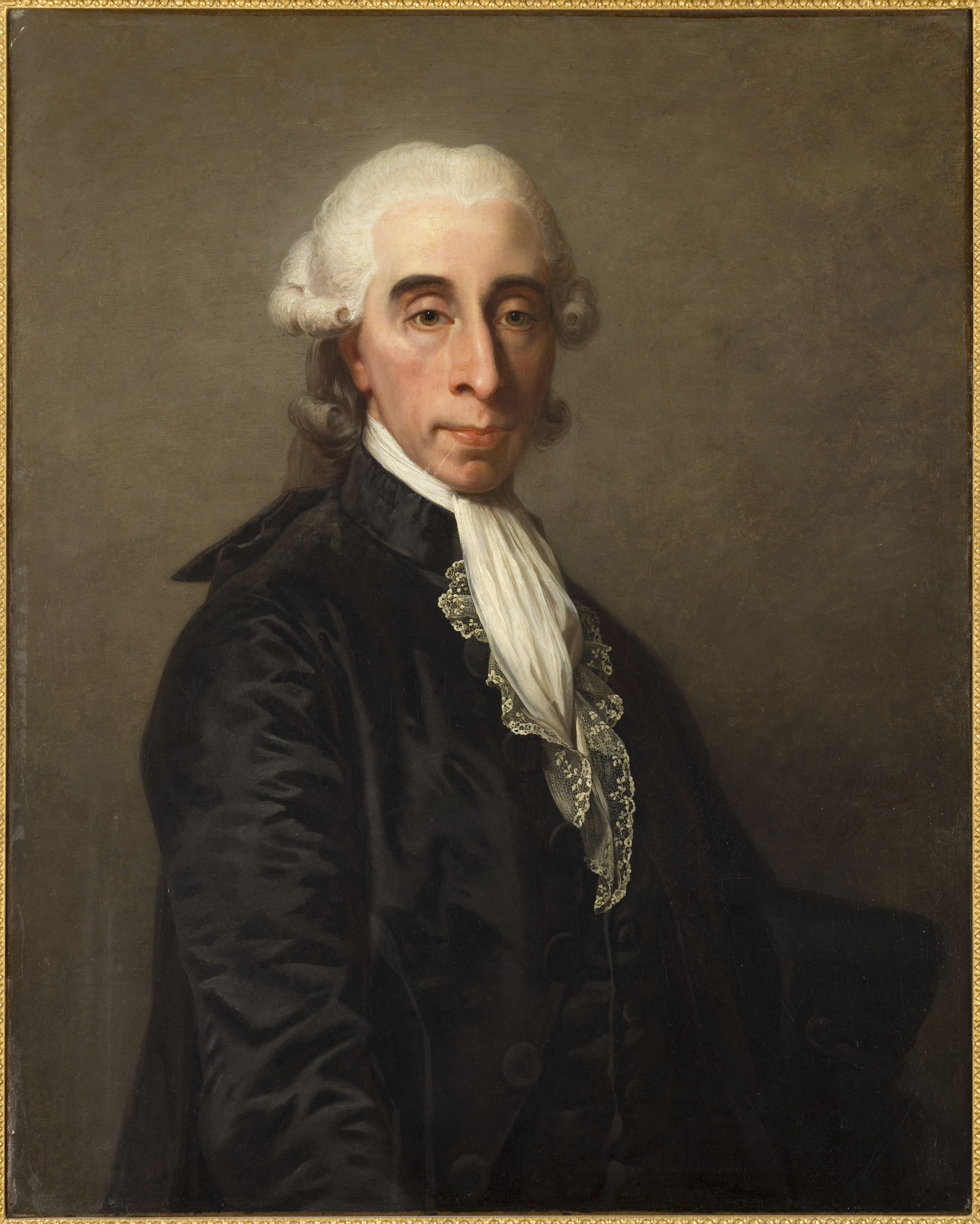
장 실뱅 바이이

장 실뱅 바이(프랑스어: Jean Sylvain Bailly, 1736년 9월 15일~1793년 11월 12일)는 프랑스의 천문학자이자 웅변가이다. 프랑스 혁명 초기의 지도자 중 한 명이기도 하였으나, 공포 시대에 단두대로 처형당하였다.

## 생애

### 초년과 과학적 업적
바이는 1736년 9월 15일 파리에서 태어났다. 원래 그는 화가가 되려고 하였고, 한때는 비극을 적는 것을 즐기기도 하였다. 그는 니콜라 드 라카유의 영향을 받으면서부터 과학에 관심을 가지기 시작하였다. 그는 1759년의 혜성, 즉 핼리 혜성의 궤도를 계산하였고, 라카유의 황도대 내의 515개 별 관측을 정리하였다. 바이는 1763년 프랑스 과학 아카데미의 회원이 되었다. 1766년에는 목성의 위성에 대해서 서술한 논문인 Essai sur la théorie des satellites de Jupiter을 제출하였는데, 이 논문은 1763년에 제출한 논문의 확장판이었다. 1771년에는 목성의 위성의 밝기에 대한 논문인 Sur les inégalités de la lumière des satellites de Jupiter을 제출하였다.

### 저술 활동
바이는 한편으로 샤를 5세, 니콜라 드 라카유, 몰리에르, 피에르 코르네유, 고트프리트 라이프니츠의 추도사를 쓴 것으로 인하여 다른 방면으로도 유명해지기 시작하였다. 이 추도사들은 1770년과 1790년에 출판되었다. 또한 바이는 1784년 2월 26일 프랑스 한림원에 가입하였고 1785년에는 인문학 학회인 Académie des Inscriptions에 가입하였다. 이후 그는 과학사에 대해서 저술하였고 이에 대해서 1775년 Histoire de l'astronomie ancienne, 1779년부터 1782년에 걸쳐 3권으로 이루어진 Histoire de l'astronomie moderne, 1777년에는 Lettres sur l'origine des sciences, 1779년에는 Lettres sur l'Atlantide de Platon, 그리고 1787년에는 Traité de l'astronomie indienne et orientale를 출판하였다.

### 프랑스 혁명
바이는 삼부회에서는 파리의 선출 의원이었고, 1789년 5월 5일에는 제 3계급의 의장을 맡았다. 그는 6월 20일의 테니스 코트의 서약을 이끈 사람 중 한 명이기도 하였고, 1789년 7월 15일에서 1791년 11월 16일까지는 파리의 시장으로 지내기도 하였다. 1791년 7월 17일 바이는 마르스 광장의 폭동을 진압하도록 국민군에게 명령을 내렸으며, 이로 인해서 마르스 광장의 학살 사건이 발생하였다. 이 일로 바이는 인기를 잃었고, 결국 은퇴하여 낭트로 물러나서 자신의 공직 생활에 대한 회고록인 Mémoires d'un témoin을 저술하였다. 1793년 그는 친구인 피에르 시몽 라플라스를 만나기 위해서 낭트를 떠나 믈룅으로 갔고, 도중에 체포되었다. 11월 10일 바이이는 파리 혁명재판소에서 판결을 받고, 11월 12일 단두대로 처형당했다.

## 참고 자료
본 문서에는 현재 퍼블릭 도메인에 속한 브리태니커 백과사전 제11판의 내용을 기초로 작성된 내용이 포함되어 있습니다.